# Пригородняя Слободка (Рыльский район)
При́городняя Слобо́дка — село в Рыльском районе Курской области, административный центр Пригородненского сельсовета.

## География
Находится в 3 км от центра города Рыльск и в 200 м от его окраины при переходе через мост над рекой Рыло (правый приток Сейма). В 105 км западнее Курска.
Улицы
В селе улицы: Колхозная, Мирная, Монастырская, Набережная, Садовая, Советская.
Климат
Пригородняя Слободка, как и весь район, расположен в поясе умеренно континентального климата с тёплым летом и относительно тёплой зимой (Dfb в классификации Кёппена).
| Показатель                                                                   | Янв. | Фев. | Март | Апр. | Май  | Июнь | Июль | Авг. | Сен. | Окт. | Нояб. | Дек. | Год  |
| ---------------------------------------------------------------------------- | ---- | ---- | ---- | ---- | ---- | ---- | ---- | ---- | ---- | ---- | ----- | ---- | ---- |
| Средний суточный максимум, °C                                                | −3,6 | −2,6 | 3,4  | 13,3 | 19,6 | 22,8 | 25,2 | 24,6 | 18,3 | 10,8 | 3,7   | −0,8 | 11,2 |
| Средняя температура, °C                                                      | −5,7 | −5,2 | −0,3 | 8,5  | 14,9 | 18,5 | 20,9 | 20   | 14,1 | 7,5  | 1,5   | −2,8 | 7,7  |
| Средний суточный минимум, °C                                                 | −8,1 | −8,4 | −4,4 | 3    | 9,2  | 13,1 | 15,9 | 14,8 | 9,9  | 4,1  | −0,8  | −5   | 3,6  |
| Норма осадков, мм                                                            | 50   | 44   | 48   | 49   | 64   | 70   | 81   | 51   | 57   | 55   | 48    | 49   | 666  |
| Источник: Погода по месяцам c ru.climate-data.org(дата обращения: Июнь 2021) |      |      |      |      |      |      |      |      |      |      |       |      |      |

## История
Населенный пункт возник в качестве слободки  Рыльского Свято-Николаевского мужского монастыря. Впервые упоминается в писцовой книге по городу Рыльску за 7133—7134 от С.М.З.Х. (1625—1626 гг.). В справочнике "Списки населенных мест Российской империи, составленные и издаваемые Центральным статистическим комитетом Министерства внутренних дел. Вып. 20 : Курская губерния : ... по сведениям 1862 года" (1867 г.) упоминается как Подмонастырная слобода каз. (74 двора,	149 мужчин,	169 женщин).

## Население
| 2002 | 2010 |
| ---- | ---- |
| 505  | ↘422 |

## Транспорт
Не имеет пассажирского сообщения с центром города Рыльск. Пригородняя Слободка находится в 1 км от автодороги регионального значения 38К-017 (Курск — Льгов — Рыльск — граница с Украиной), в 0,2 км от автодороги 38К-040 (Хомутовка — Рыльск — Глушково — Тёткино — граница с Украиной), в 2,5 км от ближайшей ж/д станции Рыльск (линия 358 км — Рыльск).
В 169 км от аэропорта имени В. Г. Шухова (недалеко от Белгорода).

## Русская православная церковь
Главной достопримечательностью Пригородной слободки является Рыльский Свято-Николаевский мужской монастырь, основанный в 1505 году, в состав которого ныне входят следующие объекты:
- Церковь Троицы Живоначальной
- Церковь Воздвижения Честного Креста Господня
- Церковь Николая Чудотворца
- Часовня Иконы Божией Матери Знамение (надкладезная)
- Часовня Иоанна Рыльского (надкладезная)
- Часовня Николая Чудотворца[10]

## Достопримечательности
Недалеко к северу от монастыря имеется гора или курган Синайка.
В урочище Синайка Пригородной слободки между урочищем Силина и лесом Долгое расположены целебные источники, храмовые колодцы для омовения и естественный холм из белой глины.
Пещера, вырытая для набора освященной глины, закрыта в 2008 году в связи с угрозой обрушения стен. Пещера же на самой горе Синайка, обследованная в начале XX века археологом Струковым, ныне обрушилась. Есть предание, что в ней в давние времена подвизался старец прибывший из Синая, в память этого и назвали гору Синайка.